# Kiryat Tivon
Kiryat Tiv'on (in ebraico: קִרְיַת טִבְעוֹן) anche nota come Qiryat Tiv'on è una città nel distretto di Haifa situata nelle colline tra Zvulun e Jezreel in Israele. La città situata a 15 chilometri a sud di Haifa conta 16 000 abitanti, e si trova sulla via principale che porta a Nazaret.
Il simbolo della città è un ciclamino, che rispecchia il carattere della città, dal momento che questi fiori crescono prevalentemente tra le pietre esattamente come la città che è sorta in un territorio relativamente arido ed impervio.

## Storia
Kiryat Tiv'on fu fondata nel 1958 dal unione di tre insediamenti: Tiv'on (fondato nel 1947), Kiryat Amal (fondato nel 1937), ed Elro'i (fondato nel 1935). Successivamente nel 1979 si aggiunse l'insediamento di Kiryat Haroshet, che anch'esso divenne parte di Kiryat Tiv'on. 
Gli insediamenti che successivamente formarono la città di Kiryat Tivon sorsero tutti su terreni comperati da ebrei provenienti dal Regno Unito. Tutti i terreni furono acquistati nel corso del 1945.
La città è principalmente nota per il suo parco nazionale Beit She'arim, che confina con la città a sud est.

## Amministrazione

### Gemellaggi
- Braunschweig
- Compiègne